# Zdzisław Grot
Zdzisław Henryk Grot (ur. 30 grudnia 1903 w Gozdaninie, zm. 7 sierpnia 1984 w Poznaniu) – polski historyk, specjalista w zakresie dziejów Wielkopolski (zwłaszcza powstania wielkopolskiego), Prus i Niemiec oraz historii rozwoju kultury fizycznej w Polsce.

## Życiorys
Syn Feliksa i Marii z Kobylińskich. Wychowywał się w Wielkopolsce w czasach obrony polskości i polskiej własności ziemi przed polityką władz niemieckich, co ukształtowało jego postawę w latach późniejszych. Jako skaut i członek tajnego Towarzystwa Tomasza Zana włączył się w działania bojowe powstania wielkopolskiego. W 1923 ukończył gimnazjum w Poznaniu.
Po odzyskaniu przez Polskę niepodległości podjął studia historyczne oraz germanistyczne, które ukończył pod kierunkiem odpowiednio: Adama Skałkowskiego i Adama Kleczkowskiego. W 1934 doktoryzował się na podstawie monografii o ks. Aleksym Prusinowskim. Od ukończenia studiów nauczał historii i języka niemieckiego w wielkopolskich gimnazjach (m.in. w Grodzisku i Ostrzeszowie), po czym w latach 1935–1939 kierował bibliotekami Starostwa Krajowego. W 1938 wstąpił do Towarzystwa Miłośników Miasta Poznania.
W okresie okupacji niemieckiej mieszkał w Sokołowie Podlaskim i Częstochowie, gdzie poza dorywczą pracą zawodową angażował się też w tajne nauczanie. Po zakończeniu wojny objął stanowisko kierownika Wojewódzkiej Biblioteki Publicznej w Poznaniu, które piastował do 1956. Przez cały czas od ukończenia studiów zajmował się prywatnie działalnością naukową i badawczą, jednakże do 54. roku życia zatrudnienia jako naukowiec nie znalazł.
W 1956 uzyskał tytuł profesora nadzwyczajnego i podjął pracę na Uniwersytecie Poznańskim (od 1955 Uniwersytecie im. Adama Mickiewicza). W latach 1962–1969 kierował Katedrą Historii Niemiec Instytutu Historii UAM, okresowo był też prodziekanem Wydziału Filozoficzno-Historycznego. Współpracował też z Akademią Wychowania Fizycznego, na której utworzył Zakład Historii Kultury Fizycznej. W 1973 przeszedł na emeryturę.
13 marca 1984 na Akademii Wychowania Fizycznego w Poznaniu odbyła się sesja z okazji 80. rocznicy urodzin Grota, na której omówiono dorobek nauki polskiej w zakresie dziejów kultury fizycznej i wkład jubilata w opracowania dziejów tego zagadnienia.
Dorobek naukowy Grota to ponad 350 pozycji drukowanych, w tym 17 samodzielnie napisanych monografii naukowych, 37 z udziałem w pracach zbiorowych i 18 zredagowanych opracowań naukowych. Do tych ostatnich należy zaliczyć największą i pionierską syntezę historii Powstania Wielkopolskiego (Powstanie Wielkopolskie 1918–1919, 1968) oraz udziału w nim ludności bydgoskiej (Bydgoszcz w dobie Powstania Wielkopolskiego, 1970). Napisał też ponad 60 biogramów do Polskiego Słownika Biograficznego. Pod jego redakcją od 1947 zaczęły ukazywać się specjalistyczne Roczniki Dziejów Powstania Wielkopolskiego. Był również wydawcą edycji źródłowych. Nawiązywał międzynarodową współpracę, dążył do obiektywizmu w ocenianiu historii, zwłaszcza niemieckiej. Przed wojną zwolennik „myśli zachodniej”, po wojnie rozwijał badania nad dziejami Ziem Odzyskanych.
Pochowany na cmentarzu św. Jana Vianneya w Poznaniu (kw. św. Barbary-rząd 17-grób 10). W 2008 r. pośmiertnie wyróżniony statuetką „Dobosz Powstania Wielkopolskiego”, przyznawaną przez Zarząd Główny Towarzystwa Pamięci Powstania Wielkopolskiego 1918/1919.

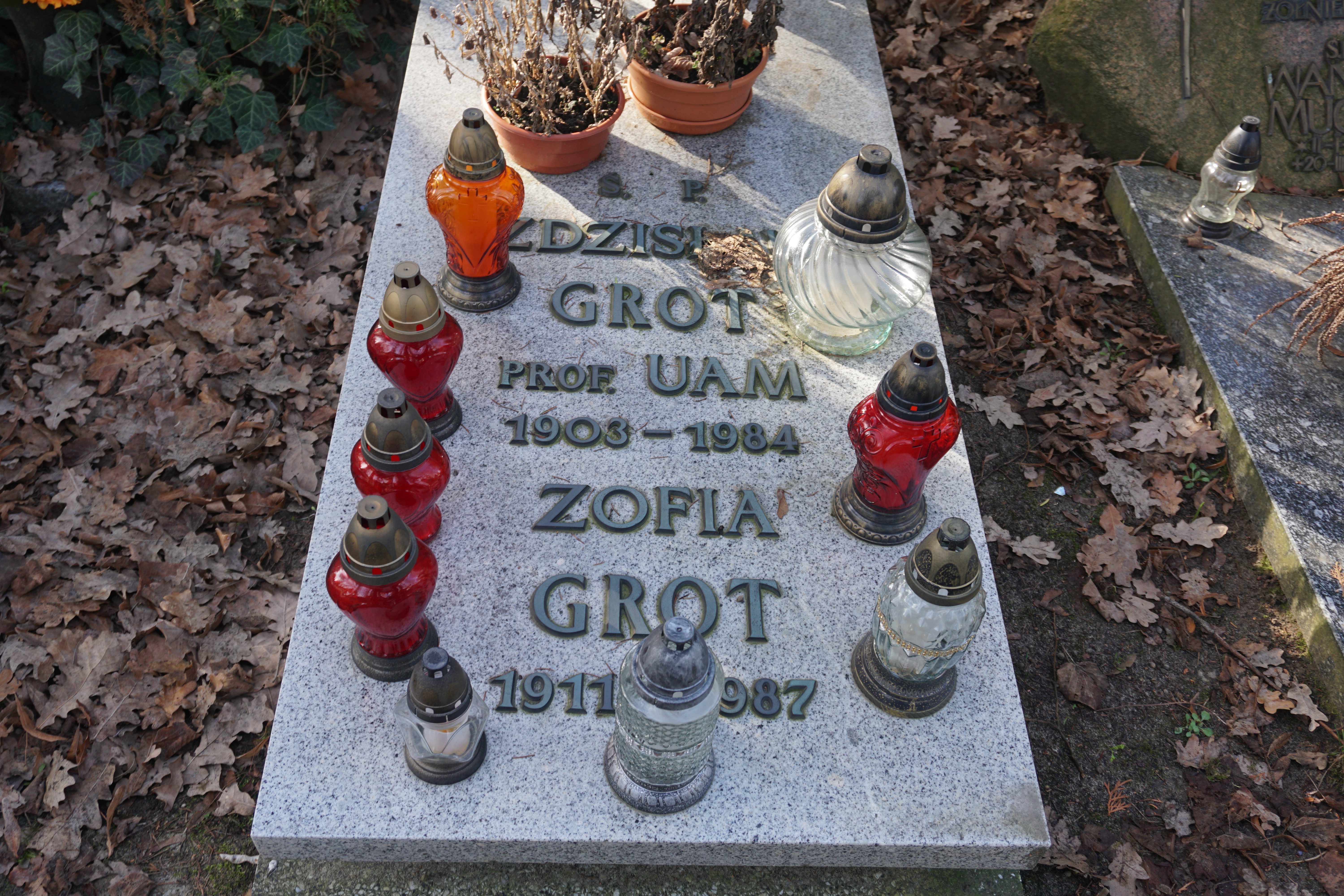
Grób prof. Zdzisława Grota na Cmentarzu parafialnym św. Jana Vianneya w Poznaniu

## Publikacje
- Nadanie Kazimierza Jagiellończyka z roku 1475 dla kościoła Bożego Ciała w Poznaniu (1937)
- Generał Włodzimierz Krzyżanowski w świetle własnych wspomnień oraz listów pisanych do rodziny (1937)
- 100 lat Zakładów H. Cegielski 1846-1946 (1946)
- Hipolit Cegielski (1947)
- Orężny czyn poznańskiej Wiosny Ludów (1948)
- Dzieje sceny polskiej w Poznaniu 1782-1869 (1950)
- Szkice poznańskie 1794-1864 (1957, wspólnie z Franciszkiem Paprockim)
- Działalność posłów polskich w sejmie pruskim 1848–1850 (1961)
- Rok 1863 w zaborze pruskim. Udział społeczeństwa polskiego w Powstaniu Styczniowym (1963)
- Wydarzenia wrzesińskie z roku 1901 (1964)
- Pruska polityka narodowościowa w północnym Szlezwiku 1864-1920 (1967)
- Powstanie Uniwersytetu Poznańskiego 1918–1919 (1969)
- Zarys dziejów kultury fizycznej Wielkopolski 1815-1969 (1973, wspólnie z Jerzym Gajem)
- Zarys dziejów kultury fizycznej w Wielkopolsce (1973)
- Życie i działalność Karola Libelta (1977)
- Dezydery Chłapowski i Franciszek Morawski – generałowie powstania listopadowego (1980)
- Dzieje pomnika Mickiewicza w Poznaniu 1856-1939 (1998)
- Powstanie Wielkopolskie 1918–1919 (2006, wspólnie z Antonim Czubińskim, do druku podał Ryszard Wryk)
- Czyn zbrojny ludu wielkopolskiego 1918–1919 (2008)

## Nagrody
W lipcu 1984 otrzymał Nagrodę im. Ludwika Waryńskiego jako współautor monografii "Powstanie Wielkopolskie 1918-1919. Zarys Dziejów" (PWN, wyd. II).